# Fédération nationale de l'immobilier
La Fédération Nationale de l’Immobilier, plus connue sous l'acronyme FNAIM, est une union de syndicats professionnels français exerçant dans le domaine de l'immobilier.

## Histoire
Créée en 1946, la Fédération Nationale des Agents Immobiliers et Mandataires est une fédération de chambres syndicales départementales ou inter-départementales.
Syndicat patronal dans l'immobilier, elle rassemble des agents immobiliers, administrateurs de biens, syndics de copropriété, experts immobiliers, diagnostiqueurs et autres professionnels connexes, qu'ils soient indépendants ou affiliés à un réseau commercial (coopérative ou franchise).
Proposé par la FNAIM, un fichier national des locataires mauvais payeurs aurait été opérationnel en 2021, à la suite de l'entrée en vigueur de la loi Nogal sur les relations propriétaire-locataire. Le fichier aurait recensé les locataires en retard de trois mois dans le paiement de leur loyer. Ce projet est mis en pause en février 2020.
En 2020, la FNAIM a porté plainte contre l'entreprise Matéra pour exercice illégal de la profession de syndic, publicité trompeuse et utilisation de la dénomination de syndic. Le parquet de Paris a classé sans suite la plainte.
Le 24 janvier 2022, le tribunal de commerce de Paris a condamné la société Matera pour dénigrement et pratiques commerciales déloyales et trompeuses à la suite d'une campagne publicitaire.